# Clementia

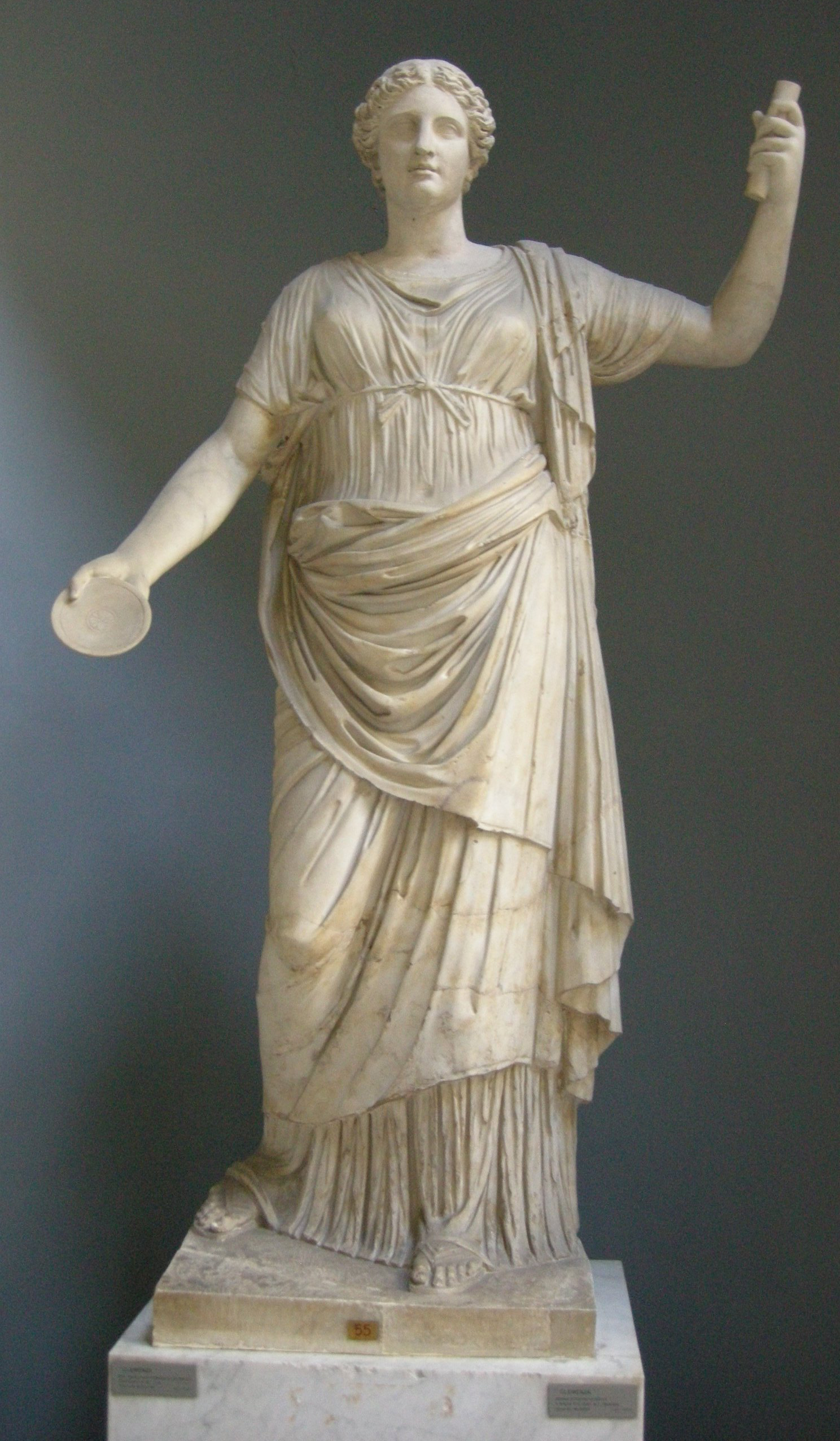
Estatua que representa a Clementia expuesta en el Museo Chiaramonti

Clementia, en la mitología romana, era la diosa del perdón, la compasión y la misericordia.

## De abstracción a diosa
Se convirtió en una divinidad romana, formando parte parte de la religión pública tras el asesinato de Julio César, que encarnaría en vida esta virtud César fue famoso por su paciencia inteligente, sobre todo después de la guerra civil del año 49 a. C.. Fue en febrero de ese año, cuando en Corfinium, se rindió uno de sus rivales, siendo perdonado por César. Ese sería el principio de la idea de la clementia Caesaris, una manera sutil de conseguir un mayor número de apoyos hacia su causa.
En el año 44 a. C., el Senado decidió erigir un templo en honor del Divus Iulius y para el culto a la divina clementia Caesaris, posiblemente instigado anteriormente por el propio César como forma de divulgar que aplicaba esta virtud. En el templo estaban representados César y la diosa dándose la mano.
Cicerón puede ser considerado el mejor intérprete de lo que puede entenderse como el sistema de valores romanos para la clementia. En su Pro Marcello, pronunciado en el Senado para agradecer a César, defensor de la retirada de algunos de sus oponentes políticos, incluido el pompeyano Marco Claudio Marcelo, Cicerón atribuye al César la virtud de la clementia porque si bien es cierto que la gloria de César se basa, al igual que en otros líderes, en el talento militar, es el único entre todos los vencedores, que se ha distinguido por su bondad, tan noble, que no se limita a compararlo con los grandes hombres, sino que debe ser juzgado como un dios.
En una carta a su amigo Ático, Cicerón también plantea la clementia de César: "Dirán que están asustados. Me atrevo a decir que lo están, pero tienen más miedo a Pompeyo que a César. Están encantados con su clemencia ingeniosa y temen la ira del otro.". También en Pro Rege Deiotaro (Para el rey Deiotaro) Cicerón plantea de nuevo la virtud de la clementia de César.

## Culto
No se dispone de mucha información sobre el culto a Clementia. Parecería que no era más que una abstracción de una virtud particular que fue venerada en conjunción con César y el Estado romano. Clementia fue vista como una buena característica para un líder, aunque también la palabra latina para «humanidad» o «tolerancia». Se opone a barbarie que era el salvajismo y el derramamiento de sangre. Era la equivalente romana de Eleos, la diosa griega de la misericordia y el perdón que tenía un santuario en Atenas. En las imágenes tradicionales, se la representa con una rama de olivo en una mano y un cetro en la otra y puede estar apoyada en una columna.
Durante el principado de Augusto, se comenzó a usar de manera sistemática el poder de las imágenes y frente a las antiguas virtudes de fortitudo, iustitia, prudentia y temperantia, se ensalzaron las cuatro virtudes estoicas, conocidas como clipeus virtutis, entre las que además de la virtus, iustitia y pietas, estaba la clementia, simbolizando el trato compasivo con el enemigo vencido y la moderación ante el rigor de la justicia. 